# Kendra Harrison
Kendra (Keni) Harrison (Tennessee, 18 september 1992) is een Amerikaanse atlete gespecialiseerd in het hordelopen. Zij was vanaf 2016 tot eind juli 2022 wereldrecordhoudster op de 100 m horden. Sindsdien is dit het Noord- en Midden-Amerikaanse record. Bovendien had zij van 2018 tot 2024 het Noord- en Midden-Amerikaanse indoorrecord op de 60 m horden in haar bezit, in welke discipline ze in 2018 tevens de wereldindoortitel veroverde. Zij nam eenmaal deel aan de Olympische Spelen en veroverde bij die gelegenheid de zilveren medaille.

## Carrière

### Jeugd
Harrison werd geboren op 18 september 1992 in de Amerikaanse staat Tennessee en geadopteerd door Gary en Karon Harrison. Ze groeide op in een gezin met tien andere kinderen, acht van hen waren ook geadopteerd. Harrisons eerste sporten als kind waren cheerleading en voetbal. Ze begon met atletiek terwijl ze op Clayton High School zat. In 2011 won ze de 100 m horden op de New Balance Nationals.

### NCAA
Na het behalen van haar diploma op Clayton High School ging Harrison studeren aan Clemson University. In 2012 kwalificeerde ze zich voor de NCAA-kampioenschappen op zowel 100 als de 400 m horden. Op de 2012 Olympic Trials werd de Amerikaanse uitgeschakeld in de series. In 2013 werd ze vijfde op de 100 m horden en vierde op de 400 m horden tijdens de NCAA-kampioenschappen. Na de NCAA-kampioenschappen van 2013 stapte Harrison over naar de University of Kentucky. Op de NCAA-kampioenschappen van 2014 eindigde ze, achter Shamier Little, als tweede op de 400 m horden en, net als in 2013, vijfde op de 100 m horden. Op NCAA-indoorkampioenschappen 2015 won Harrison de 60 m horden. Op de NCAA-kampioenschappen van 2015 won ze goud op de 100 m horden en zilver op de 400 m horden, opnieuw achter Shamier Little.

### Professional
Dankzij een tweede plaats op de 100 m horden, achter Dawn Harper, op de Amerikaanse kampioenschappen in 2015, kwalificeerde Harrison zich voor de wereldkampioenschappen in Peking. Hier werd de Amerikaanse in de halve finales gediskwalificeerd vanwege een valse start. Op de wereldindoorkampioenschappen van 2016 in Portland eindigde Harrison als achtste op 60 m horden. Op 28 mei 2016 verbeterde de Amerikaanse tijdens de Prefontaine Classic in Eugene het Amerikaans record van Brianna Rollins op de 100 m horden. Haar 12,24 was op dat moment de tweede tijd ooit achter wereldrecordhoudster Jordanka Donkova. Later dat seizoen, op 22 juli 2016 verbeterde Harrison tijdens de London Grand Prix het wereldrecord tot 12,20 s. Ze moest dat jaar echter wel verstek laten gaan bij de Olympische Spelen van Rio de Janeiro, aangezien ze zich niet kwalificeerde bij de Amerikaanse trials. In de Diamond League-serie had ze dat jaar echter op een na al haar wedstrijden gewonnen en werd ze dus in het eindklassement van de 100 m horden met afstand eerste.

### WK 2017: buiten het podium
In 2017 was Harrison vroeg in vorm, getuige de 7,75 die ze op 21 januari op de 60 m horden liep, slechts driehonderdste boven het Amerikaanse record van Lolo Jones uit 2010. In maart, tijdens de Amerikaanse indoorkampioenschappen, werd zij op de 60 m horden kampioene in 7,81, nadat ze in de halve finale zelfs 7,74 had laten noteren. Later, tijdens het outdoorseizoen, kwam Harrison bij de Amerikaanse kampioenschappen in de series van de 100 m horden tot 12,54, op dat moment de beste wereldjaarprestatie. Ze won vervolgens de finale in 12,60 en kwalificeerde zich voor de WK in Londen. De maand juli volgde met enkele sterke optredens in het Hongaarse Székesfehérvár, waar zij op 4 juli de beste wereldjaarprestatie tot 12,28 terugbracht. Vijf dagen later kwam zij tijdens de Müller Anniversary Games in Londen tot 12,39, gevolgd door 12,51 bij de Herculis-meeting in Monaco. Op de WK in Londen bereikte ze het erepodium echter niet. Die eer moest zij laten aan Sally Pearson (goud in 12,59), Dawn Harper (zilver in 12,63) en Pamela Dutkiewicz (brons in 12,72). Harrison werd roemloos vierde in 12,74.

## Titels
- Wereldindoorkampioene 60 m horden - 2018
- NACAC-kampioene 100 m horden - 2018
- NCAA-kampioene 100 m horden - 2015
- NCAA-indoorkampioene 60 m horden - 2015
- Amerikaans kampioene 100 m horden - 2017, 2018, 2019, 2021, 2022
- Amerikaans indoorkampioene 60 m horden - 2017

## Persoonlijke records
Outdoor
| Onderdeel    | Tijd                        | Datum         | Plaats      |
| ------------ | --------------------------- | ------------- | ----------- |
| 100 m        | 11,35 (+0,7 m/s)            | 7 mei 2016    | Lexington   |
| 200 m        | 22,81 (+1,5 m/s)            | 29 maart 2018 | Gainesville |
| 100 m horden | 12,20 (ex-WR; AR)(+0,3 m/s) | 22 juli 2016  | Londen      |
| 400 m horden | 54,09                       | 13 juni 2015  | Eugene      |

Indoor
| Onderdeel   | Tijd              | Datum            | Plaats          |
| ----------- | ----------------- | ---------------- | --------------- |
| 60 m        | 07,31             | 28 februari 2014 | College Station |
| 200 m       | 23,31             | 26 januari 2018  | Bloomington     |
| 300 m       | 37,84             | 12 december 2014 | Bloomington     |
| 400 m       | 53,82             | 23 februari 2013 | Blacksburg      |
| 60 m horden | 07,70 (ex-AR, NR) | 3 maart 2018     | Birmingham      |

## Palmares

### 60 m horden
- 2015:  NCAA-kamp. - 7,87 s
- 2016:  Amerikaanse indoorkamp. - 7,77 s
- 2016: 8e WK indoor - 8,87 s
- 2017:  Amerikaanse indoorkamp. - 7,81 s
- 2018:  WK indoor - 7,70 s

### 100 m horden
Kampioenschappen
- 2013: 5e NCAA-kamp. - 12,88 s
- 2014: 5e NCAA-kamp. - 12,79 s
- 2015:  NCAA-kamp. - 12,55 s
- 2016:  Amerikaanse kamp. - 12,56 s (+1,2 m/s)
- 2015: DSQ ½ fin. WK
- 2017:  Amerikaanse kamp. - 12,60 s (-1,7 m/s)
- 2017: 4e WK - 12,74 s (+0,1 m/s)
- 2018:  NACAC-kamp. in Toronto - 12,55 s (+0,9 m/s)
- 2021:  OS - 12,52 s

Diamond League-overwinningen
- 2016: Prefontaine Classic - 12,24 s (+0,7 m/s)
- 2016: Birmingham Diamond League - 12,46 s (-0,3 m/s)
- 2016: DN Galan - 12,66 s (-0,4 m/s)
- 2016: London Anniversary Games - 12,20 s (+0,3 m/s) (WR)
- 2016: Athletissima - 12,42 s (+0,7 m/s)
- 2016: Meeting de Paris - 12,44 s (+0,2 m/s)
- 2016: Weltklasse Zürich - 12,63 s (+0,4 m/s)
- 2016:  Diamond League - 70 p
- 2017: Qatar Athletic Super Grand Prix - 12,59 s (-2,3 m/s)
- 2017: Müller Anniversary Games - 12,39 s (+0,2 m/s)
- 2017: Herculis - 12,51 s (-0,2 m/s)
- 2018: Qatar Super Grand Prix - 12,53 s (+0,6 m/s)
- 2018: London Anniversary Games - 12,36 s (+0,6 m/s)
- 2019: Stockholm Bauhaus Athletics - 12,52 s (+1,3 m/s)
- 2019: Herculis - 12,43 s (+0,1 m/s)
- 2022: Qatar Super Grand Prix - 12,43 s (+3,8 m/s)

### 400 m horden
- 2013: 4e NCAA-kamp. - 55,75 s
- 2014:  NCAA-kamp. - 55,55 s
- 2015:  NCAA-kamp. - 54,09 s